# Ercole Cattaneo
Ercole Cattaneo (Milano, 3 dicembre 1906 – Cornaredo, 26 luglio 1978) è stato un pattinatore artistico su ghiaccio italiana.

## Biografia
Tesserato per i Diavoli Rossoneri Milano, l'8 gennaio 1936 vinse il titolo italiano a Madonna di Campiglio sia nella prova individuale (staccando di 100 punti il secondo classificato) sia nella gara a coppie con la moglie Anna Cattaneo con 80 punti contro i 43 punti di Paola ed Albino Seppi di Renon. Grazie al loro grande successo, furono immediatamente selezionati per partecipare ai Giochi olimpici di Garmisch-Partenkirchen 1936: nella gara a coppie chiusero al nono posto. I due sono rimasti gli unici italiani ad arrivare tra i primi 10 nella gara olimpica di pattinaggio artistico su ghiaccio a coppie fino a Pyeongchang 2018, quando le due coppie azzurre Ondřej Hotárek-Valentina Marchei e Nicole Della Monica-Matteo Guarise hanno terminato rispettivamente sesta e 10ª.
L'anno successivo i due presero parte agli Europei di Praga, arrivando sesti e ai Mondiali di Londra, anche in questo caso terminando al sesto posto.
Nel 1938, infine, arrivarono decimi ai Mondiali di Berlino.
Morì all'età di 71 anni.